# Chlístov (district de Benešov)
Pour les articles homonymes, voir Chlístov.
Chlístov (en allemand : Chlistow) est une commune du district de Benešov, dans la région de Bohême-Centrale, en République tchèque. Sa population s'élevait à 377 habitants en 2020.

## Géographie
Chlístov se trouve à 4 km au nord-ouest du centre de Benešov et à 35 km au sud-sud-est de Prague.
La commune est limitée par Benešov au nord, à l'est et au sud-est, et par Václavice au sud-ouest et à l'ouest.

## Histoire
La première mention écrite de la localité date de 1342. Pendant la Seconde Guerre mondiale, le territoire de la commune fit partie de la SS-Truppenübungsplatz Böhmen, le terrain de manœuvre des Waffen-SS en Bohême (1943-1945).